# Sajógalgóc
Sajógalgóc is een plaats (község) en gemeente in het Hongaarse comitaat Borsod-Abaúj-Zemplén. Sajógalgóc telt 400 inwoners (2001).